# Eliáš (Mendelssohn)
Eliáš (německy Elias, anglicky Elijah), Op. 70, MWV 25, je oratorium o životě starozákonního proroka Eliáše od Felixe Mendelssohna-Bartholdyho, které mělo premiéru v roce 1846 na Birminghamském hudebním trienále.

## Hudba a styl
Felix Mendelssohn-Bartholdy složil Eliáše v duchu svých barokních předchůdců Bacha a Händela, jejichž hudbu miloval. V roce 1829 zorganizoval první provedení Bachových Matoušových pašijí od Bachovy smrti a napomáhal rozšíření zájmu o Bachova díla. Pro publikaci v Londýně připravoval výukové vydání některých z Handelových oratorií, která oproti Bachovi v Anglii nikdy nevyšla z módy. Eliáš je modelován podle oratorií těchto dvou barokních mistrů, ale svou lyričností a používáním barevného orchestrálního a sborového stylu jasně odráží Mendelssohnova vlastního génia jako raně romantického skladatele.
Eliáš je zkomponován pro čtyři sólisty (basbaryton, tenor, alt, soprán), kompletní symfonický orchestr, včetně pozounů, ofiklejdy a varhan a velký sbor, který zpívá obvykle čtyři, příležitostně i osm nebo tři (pouze ženské) hlasy. Titulní roli napsanou pro basbaryton při premiéře zpíval rakouský bas Joseph Staudigl.
Mendelssohnovy diskuse na konci 30. let 19. století o tvorbě oratoria o proroku Eliáši s přítelem Karlem Klingemannem, který napsal libreto pro Mendelssohnovu komickou operetu „Cizincův návrat“ (německy Die Heimkehr aus der Fremde), daly vzniknout částečnému textu, který však Klingemann nebyl schopen dokončit. Mendelssohn pak se obrátil na Julia Schubringa, libretistu svého dřívějšího oratoria Svatý Pavel, který rychle zavrhl Klingemannovo dílo a vytvořil vlastní text kombinující příběh Eliáše z první a druhé knihy královské a knihy Žalmů. V roce 1845 si Birminghamské hudební trienále objednalo oratorium od Mendelssohna, který spolu se Schubringem dovedl text do výsledného tvaru, a v letech 1845 a 1846 složil oratorium na text v němčině. Text pak nechal rychle přeložit do angličtiny od Williama Bartholomewa, který byl nejen básníkem, ale také skladatelem, a mohl při překladu pracovat i s partiturou. Oratorium mělo premiéru v anglické verzi. Německá verze měla premiéru až několik měsíců po Mendelssohnově smrti na jeho narozeniny 3. února 1848 v Lipsku pod vedením Nielse Wilhelma Gade.

## Biblické vyprávění

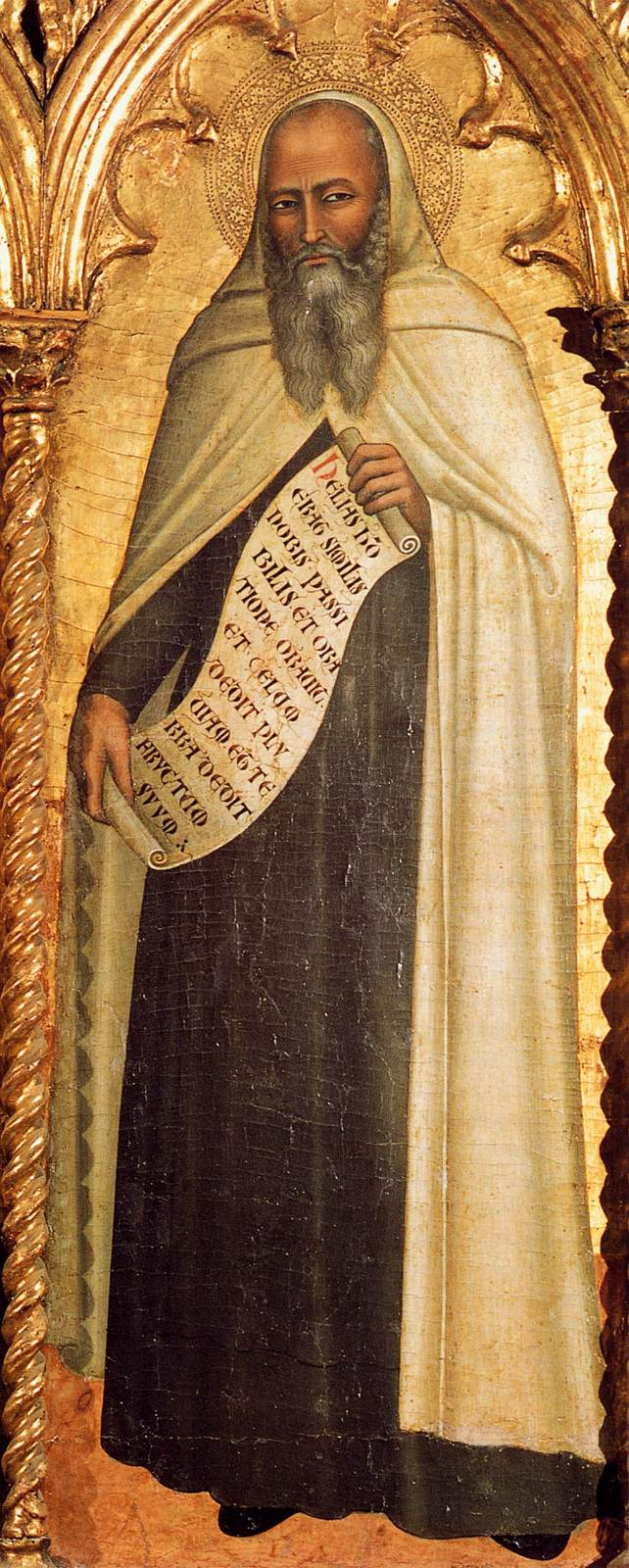
Oratorium zobrazuje události v životě proroka Eliáše

Mendelssohn použil biblické příběhy týkající se Elijáše, které jsou v původní první a druhé knize královské vyprávěny v poněkud lakonické formě, pro vytvoření intenzivně dramatických scén přidáním několika příbuzných biblických textů, většinou převzatých ze Starého zákona. Ty byly bezpochyby dobře přizpůsobeny chuti Mendelssohna a je v nich místy rozpoznatelná jeho viktoriánská sentimentalita.
Jednou z epizod je vzkříšení mrtvého syna vdovy, u které se Eliáš skrýval. K dramatickým epizodám patří souboj bohů, ve kterém Hospodin přijme nabízenou oběť ve sloupu ohně poté, co řada stále frenetičtějších modliteb proroků boha Baala neuspěla. První dějství je zakončeno poděkováním za dešť, který přinesly vyprahlému Izraeli Eliášovy modlitby. Druhé dějství zobrazuje Eliášovo stíhání královnou Jezábel, Eliášův odchod do pouště, zjevení Boha Eliáši, Eliášův návrat a jeho nanebevstoupení na ohnivém voze. Dílo končí proroctvím a chválou.

## Struktura
Rozsáhlé dílo trvající více než dvě a čtvrt hodiny je rozděleno na dvě dějství, jednotlivé části jsou rozepsány v tabulkách níže s úvodním textem každé části v němčině a angličtině, odkazem na zdroj textu, a hlasy, které zpívají příslušnou část. Dramatické akce jsou zvýrazněny barevným pozadím.
Dílo začíná proroctvím Eliáše, že Izrael postihne velké sucho za hříchy jeho vládců i lidu; proroctví je zdůrazněno třemi tritónovými poklesy. Následuje ouvertura ve formě fugy, která ústí attacca do první sborové části „Pomoz pane!“. Sbor funguje jako lid (německy Das Volk), ale také komentuje děj jako sbor v řeckých dramatech. Sbor zpívá většinou čtyři hlasy SATB, někdy i 8 hlasů. Sólisté jsou Eliáš (baryton); soprán (S) zpívá vdovu, jejího syna a anděla II; alt (A) zpívá anděla I a královnu; a tenor (T) zpívá part Abdiáše a Achaba. Mendelssohn počítal s několika sólisty; dvěma soprány v části 2, dvěma alty v části 35, ale dílo je často prováděno pouze se čtyřmi sólisty.
V některých částech jsou použity základní formy oratoria, jako například recitativ a árie, ostatní používají pro dosažení dramatického efektu hybridní kombinace, jako například recitativ se sborem. Narativní pasáže z knihy Královská jsou v tabulce vyznačeny zeleným pozadím.
| čís. | Popis                  | Incipit                                                                        | Překlad                                                                            | Zdroj                    | Hlasy                       |
| ---- | ---------------------- | ------------------------------------------------------------------------------ | ---------------------------------------------------------------------------------- | ------------------------ | --------------------------- |
|      | Úvod                   | So wahr der Herr, der Gott Israels lebet As God the Lord of Israel liveth      | Jakože živ je Hospodin, Bůh Izraele.                                               | 1Král 17, 1 (Kral, ČEP)  | Eliáš                       |
|      | Ouvertura              |                                                                                |                                                                                    |                          |                             |
| 1    | Sbor                   | Hilf, Herr! Help, Lord!                                                        | Pomoz, pane!                                                                       |                          | SATB                        |
| 2    | Duet se sborem         | Herr, höre unser Gebet! Lord! bow thine ear to our prayer!                     | Pane, vyslyš naši modlitbu.                                                        |                          | S A SATB                    |
| 3    | Recitativ              | Zerreißet eure Herzen Ye people, rend your hearts                              | Roztrhněte svá srdce.                                                              |                          | Abdiáš                      |
| 4    | Árie                   | So ihr mich von ganzem Herzen suchet If with all your hearts                   | Jestli mě hledáš z celého srdce.                                                   |                          | Abdiáš                      |
| 5    | Sbor                   | Aber der Herr sieht es nicht Yet doth the Lord see it not                      | Ale Pán to nevidí.                                                                 |                          | SATB                        |
| 6    | Recitativ              | Elias, gehe von hinnen Elijah! get thee hence                                  | Eliáši, odejdi odtud.                                                              | 1Král 17, 2 (Kral, ČEP)  | Anděl I                     |
| 7    | Dvojí kvartet          | Denn er hat seinen Engeln befohlen For he shall give his angels                | Neboť on svým andělům vydal o tobě příkaz, aby tě chránili na všech tvých cestách. | Ž 91, 11 (Kral, ČEP)     | Andělé: SSAATTBB            |
| 7    | Recitativ              | Nun auch der Bach vertrocknet ist Now Cherith's brook is dried up              | Nyní i potok vyschl.                                                               | 1Král 17, 7 (Kral, ČEP)  | Anděl I                     |
| 8    | Recitativ, árie a duet | Was hast du mir getan What have I to do with thee?                             | Co jsi mi to udělal?                                                               | 1Král 17, 18 (Kral, ČEP) | Vdova, Eliáš                |
| 9    | Sbor                   | Wohl dem, der den Herrn fürchtet Blessed are the men who fear him              | Blaze každému, kdo se bojí Hospodina.                                              |                          | SATB                        |
| 10   | Recitativ se sborem    | So wahr der Herr Zebaoth lebet As God the Lord of Sabaoth liveth               | Neboť Hospodin, bůh zástupů, žije.                                                 | 1Král 18, 15 (Kral, ČEP) | Eliáš, Achab, SATB          |
| 11   | Sbor                   | Baal erhöre uns! Baal, we cry to thee; hear and answer us!                     | Baale, vyslyš nás!                                                                 | 1Král 18, 26 (Kral, ČEP) | SSAATTBB                    |
| 12   | Recitativ se sborem    | Rufet lauter! Denn er ist ja Gott! Call him louder, for he is a god!           | Volejte co nejhlasitěji, vždyť je to bůh!                                          | 1Král 18, 27 (Kral, ČEP) | Eliáš, SATB                 |
| 13   | Recitativ se sborem    | Rufel lauter! Er hört euch nicht. Call him louder! he heareth not!             | Volejte hlasitěji, neslyší nás.                                                    | 1Král 18, 28 (Kral, ČEP) | Eliáš, SATB                 |
| 14   | Árie                   | Herr, Gott Abrahams, Isaaks und Israels Lord God of Abraham, Isaac and Israel! | Hospodine, Bože Abrahamův, Izákův a Izraelův.                                      | 1Král 18, 36 (Kral, ČEP) | Eliáš, SATB                 |
| 15   | Kvartet                | Wirf dein Anliegen auf den Herrn Cast thy burden upon the Lord                 | Na Hospodina slož svoji starost.                                                   | Ž 55, 23 (Kral, ČEP)     | S A T B                     |
| 16   | Recitativ se sborem    | Der du deine Diener machst zu Geistern O thou, who makest thine angels spirits |                                                                                    | 1Král 18, 38 (Kral, ČEP) | Eliáš, SATB                 |
| 17   | Árie                   | Ist nicht des Herrn Wort wie ein Feuer Is not his word like a fire?            | Cožpak není jeho slovo jako oheň?                                                  |                          | Eliáš                       |
| 18   | Arioso                 | Weh ihnen, dass sie von mir weichen! Woe unto them who forsake him!            | Zhouba na ně, že mi byli nevěrní.                                                  | Oz 7, 13 (Kral, ČEP)     | A                           |
| 19   | Recitativ se sborem    | Hilf deinem Volk, du Mann Gottes! O man of God, help thy people!               | Člověče boží, pomoz svému liidu.                                                   | 1Král 18, 43 (Kral, ČEP) | Abdiáš, Eliáš, SATB, Mladík |
| 20   | Sbor                   | Dank sei dir, Gott Thanks be to God                                            | Děkuji bože.                                                                       |                          | SATB                        |

| čís. | Popis               | Incipit                                                                                                | Překlad                                                                      | Zdroj                                                              | Hlasy                 |
| ---- | ------------------- | --- | ---------------------------------------------------------------------------- | ------------------------------------------------------------------ | --------------------- |
| 21   | Árie                | Höre, Israel Hear ye, Israel!                                                                          | Slyš, Izraeli.                                                               | Dt 6, 4 (Kral, ČEP)                                                | S                     |
| 22   | Sbor                | Fürchte dich nicht, spricht unser Gott Be not afraid, saith God the Lord                               | Nebojte se, říká náš Bůh.                                                    |                                                                    | SATB                  |
| 23   | Recitativ se sborem | Der Herr hat dich erhoben The Lord hath exalted thee                                                   |                                                                              | 1Král 19, 2 (Kral, ČEP)                                            | Eliáš, Královna, SATB |
| 24   | Sbor                | Wehe ihm, er muss sterben! Woe to him, he shall perish                                                 | Běda mu, musí zemřít!                                                        |                                                                    | Abdiáš, Eliáš         |
| 25   | Recitativ           | Du Mann Gottes, laß meine Rede Man of God, now let my words                                            |                                                                              |                                                                    | T                     |
| 26   | Árie                | Es ist genug, so nimm nun, Herr, meine Seele It is enough; Lord take my life                           |                                                                              | 1Král 19, 4 (Kral, ČEP)                                            | Eliáš                 |
| 27   | Recitativ           | Siehe, er schläft See, now he sleepeth                                                                 |                                                                              |                                                                    | T                     |
| 28   | Trio                | Hebe deine Augen auf zu den Bergen Lift thine eyes                                                     |                                                                              | Ž 121, 1 (Kral, ČEP)                                               | S S A                 |
| 29   | Sbor                | Siehe, der Hüter Israels schläft noch schlummert nicht He, watching over Israel, slumbers not          |                                                                              | Ž 121, 4 (Kral, ČEP)                                               | SATB                  |
| 30   | Recitativ           | Stehe auf, Elias, denn du hast einen großen Weg vor dir Arise, Elijah, for thou hast a long journey    |                                                                              | 1Král 19, 7 (Kral, ČEP)                                            | Anděl I, Eliáš        |
| 31   | Árie                | Sei stille dem Herrn O rest in the Lord                                                                |                                                                              |                                                                    | Anděl I               |
| 32   | Sbor                | Wer bis an das Ende beharrt, der wird selig. He that shall endure to the end, shall be saved.          | Kdo vytrvá až do konce, bude spasen.                                         | Mt 10, 22 (Kral, ČEP)                                              | SATB                  |
| 33   | Recitativ           | Herr, es wird Nacht um mich Night falleth round me, Lord!                                              | Ten, jenž chrání Izraele, nedříme ani nespí.                                 | 1Král 19, 11 (Kral, ČEP)                                           | Eliáš, Anděl II       |
| 34   | Sbor                | Der Herr ging vorüber Behold! God the Lord passeth by!                                                 |                                                                              | 1Král 19, 11 (Kral, ČEP)                                           | SATB                  |
| 35   | Sbor                | Seraphim standen über ihm; Heilig ist Gott der Herr Above him stood the Seraphim; Holy is God the Lord | Nad ním stáli serafové: svatý je Hospodin zástupů.                           | Iz 6, 2 (Kral, ČEP)                                                | A; S S A A SATB       |
| 36   | Sbor Recitativ      | Gehe wiederum hinab! Ich gehe hinab Go, return upon thy way! I go on my way                            |                                                                              | 1Král 19, 15 (Kral, ČEP)                                           | SATB, Eliáš           |
| 37   | Arioso              | Ja, es sollen wohl die Berge weichen For the mountains shall depart                                    | I kdyby hory měly ustoupit.                                                  | Iz 54, 10 (Kral, ČEP)                                              | Eliáš                 |
| 38   | Sbor                | Und der Prophet Elias brach hervor Then did Elijah the prophet break forth                             | Tehdy povstal Elijáš, prorok, jako oheň, a jeho slovo planulo jako pochodeň. | 2Král 2, 1 (Kral, ČEP)Sir 48, 1 (Kral, ČEP)Sir 48, 6-7 (Kral, ČEP) | SATB                  |
| 39   | Árie                | Dann werden die Gerechten leuchten Then shall the righteous shine forth                                | Tehdy zazáří spravedliví.                                                    |                                                                    | T                     |
| 40   | Recitativ           | Darum ward gesendet der Prophet Elias Behold, God hath sent Elijah                                     | Proto byl poslán prorok Eliáš.                                               |                                                                    | S                     |
| 41   | Sbor                | Aber einer erwacht von Mitternacht But the Lord, from the north hath raised one                        |                                                                              | Iz 41, 25 (Kral, ČEP)                                              | SATB                  |
| 41   | Kvartet             | Wohlan, alle, die ihr durstig seid O come everyone that thirsteth                                      | Každý, kdo žízní, ať přijde ke mně a pije!                                   | Jan 7, 37-39 (Kral, ČEP)                                           | S A T B               |
| 42   | Sbor                | Alsdann wird euer Licht hervorbrechen And then shall your light break forth                            | Tehdy vyrazí jak jitřenka tvé světlo.                                        | Iz 58, 8 (Kral, ČEP)                                               | SATB                  |
| 42   | Sbor                | Herr, unser Herrscher Lord, our Ruler                                                                  | Hospodine, pane náš, jak vznešené je tvoje jméno.                            | Ž 8, 1 (Kral, ČEP)                                                 | SATB                  |

## Přijetí

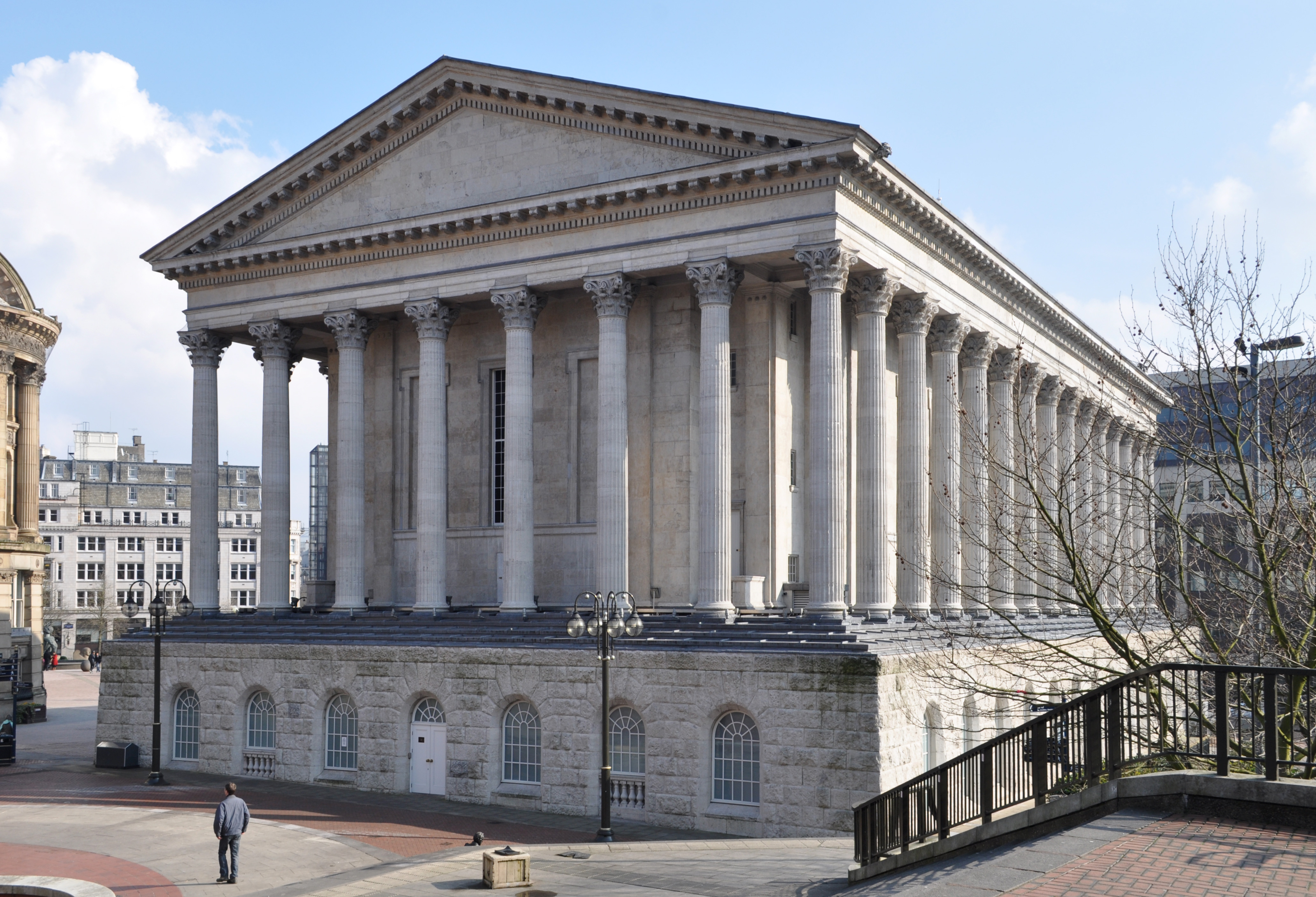
Birminghamská radnice, místo premiéry Mendelssohnova Eliáše

Eliáš byl v době své premiéry nadšeně přijat; po úspěšném prvním uvedení díla bostonským Handelovým a Haydnovým společenstvím v únoru 1848 byl na jaře téhož roku uveden ještě osmkrát. Saský princ Albert v roce 1847 do libreta Eliáše vepsal: „vznešenému umělci, který, obklopen Baalovými vyznavači nepravdivého umění, byl schopen, jako druhý Eliáš, svým géniem a pílí zůstat věrný službě skutečnému umění.“ Někteří kritici, včetně G. B. Shawa dílu drsně vytýkali, že přes svou řemeslnou dokonalost a krásu není, na rozdíl od děl Bacha, Handela, Beethovena a Mozarta, obrazem opravdové náboženské inspirace, ale podsouvá sebe sama jako emocionální náboj náboženství. Přitom kritizovali dílo pro údajný konvenční pohled a nesmělý hudební styl. V polovině 20. let 20. století bostonský hudební kritik Henry Taylor Parker popsal, jak publikum zíralo při posledním provedení vzhůru: „Kolik z těch očí tam mířilo ve vytržení a kolik sledovalo čtyři nefungující světla na centrální stropní růžici? ... Eliáš je zoufale, strašně, neodčinitelně středoviktoriánský.“
V anglicky mluvících zemích si Eliáš udržoval setrvalou popularitu, v Německu byla oblíbenost díla kolísavá. Mnoho posluchačů mělo na začátku 20. století pocit, že hudba je příliš romantická. V období nacismu byl Eliáš s ostatními Mendelssohnovými díly zakázán a po druhé světové válce se jen pomalu vracel na koncertní pódia. V současnosti je však Eliáš, spolu s oratoriem Paulus (Svatý Pavel) opět nedílnou součástí hudebního života. Díky svému dramatickém oblouku a úchvatným sborům je oblíbený zvláště u amatérských sborů a někteří jej považují za vrchol Mendelssohnova díla.
Mendelssohn napsal sopránový part v Eliáši pro 'švédského slavíka', Jenny Lindovou. Lindová byla tak zničena skladatelovou předčasnou smrtí v roce 1847, že se následujího roku necítila schopna part zpívat. K dílu se vrátila v Exeter Hall v Londýně na konci roku 1848, přičemž věnovala částku tisíce liber šterlinků na zřízení Mendelssohnova stipendia. Poté, co se Arthur Sullivan stal prvním příjemcem Mendelssohnova stipendia, povzbuzovala jej v jeho další kariéře.
Charles Salaman upravil část „Ten, který vytrvá do konce, bude spasen“ z Eliáše jako hudbu pro Žalm 93 (Adonai Malakh), zpívaný o většině pátečních nocí při šabatových obřadech londýnské komunity španělských a portugalských židů.